# 西里尔·波特
西里尔·波特（英語：Cyril Porter，1890年1月12日—1964年1月16日），英国男子田径运动员，主攻长跑项目。他曾代表英国参加1912年夏季奥林匹克运动会田径比赛，获得男子团体3000米铜牌。